# 天桥八怪

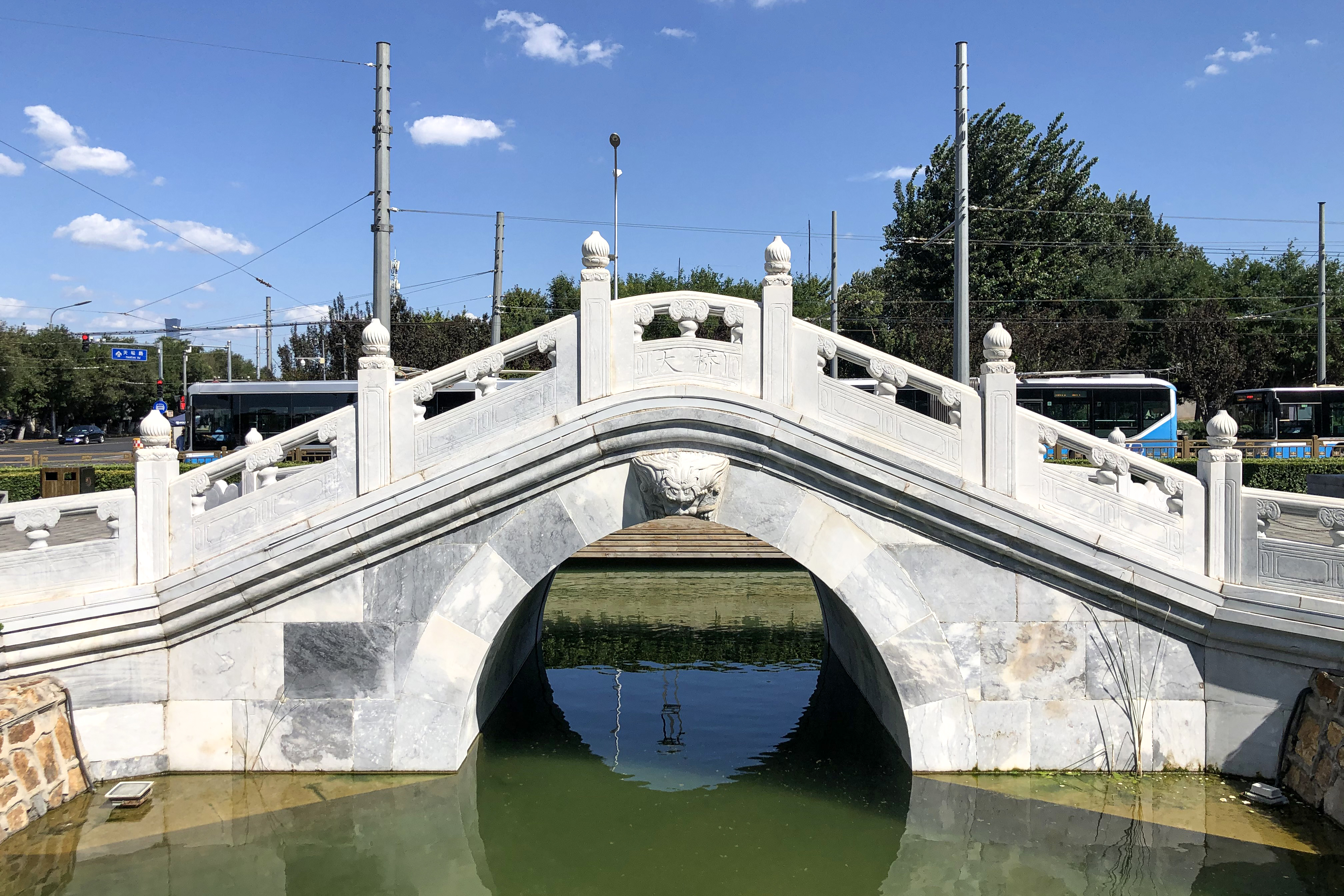
现北京天桥

天桥八怪，指的是从清末至民国时期，活跃在北京天橋地区进行民间曲艺表演的八位著名艺人，自清初迁汉令之后，天桥地区逐渐形成了一个民间娱乐中心，这里遍布茶馆酒肆，活跃着各种行当的民间艺人，其中不乏拥有独门绝活者，人们遂将那些给人留下最深刻印象的艺人归纳总结出来统称为“天桥八怪”。从清末到民国末期，不同的时代天桥八怪的具体含义也有所不同，前后一共出现过三代天桥八怪。到1949年之后，随着对天桥地区的整顿和改造，这里不再是北京的娱乐中心，也就再也没有天桥八怪了。

## 第一代天桥八怪
第一代天桥八怪产生于清末，到民国初年就逐渐从公众的视野中消失了。
- 穷不怕：朱少文，相聲大師。
- 醋溺高：也是相声演员，但长于口技并依此跻身八大怪之列。
- 韩麻子：单口相声艺人。
- 盆秃子：秃头艺人，表演民间小唱，用筷子敲瓦盆伴奏虽然简陋，却抑扬顿挫颇为悦耳。
- 田瘸子：早年因为练武落下残疾，在天桥表演杠上二指禅等硬功。
- 丑孙子：相声艺人依扮怪样闻名。
- 鼻嗡子：表演小曲的艺人，鼻子里插进两根竹管就能吹出曲调，腰间挂一个洋铁壶敲打出节奏，因此也被称作“敲马口铁壶的”。
- 常傻子：表演硬气功的艺人，招牌是掌劈鹅卵石，兼卖大力丸。

## 第二代天桥八怪
第二代天桥八怪出现在辛亥革命后的北洋政府时期
- 训练蛤蟆教书的老头：他训练的蛤蟆和蚂蚁模仿课堂教学和军队操练，自他以后天桥再也没有训练这两种动物的艺人了。
- 老云里飞：原为京剧演员，因国服禁响而在天桥撂地卖艺，表演滑稽戏。
- 花狗熊：与妻子在天桥表演民间小戏，因扮相似狗熊而得名。
- 耍金钟的：首先绘制一些比例失调的画，游客透过擦得锃亮的金钟反射就能看到正常的图像，因为新奇而颇受欢迎。
- 傻王：表演碎石背磨盘等硬功，因面相憨厚被称为傻王。
- 赵瘸子：早年因习武残疾，在天桥表演杠子，所谓杠子就是在一条单杠上的杂耍，与今天体操中的单杠项目非常相似。
- 志真和尚：以僧侣装扮表演硬气功，推销所谓“治饿不治病”的切糕丸。
- 程傻子：表演训狗熊和顶碗等杂技。

## 第三代天桥八怪
第三代天桥八怪出现在1930年代－1940年代之间，随着政权的更迭，天桥撂地的艺人也逐渐消失，因而这一代天桥八怪也是最后一代。
- 云里飞：老云里飞的长子，承父业表演滑稽戏，据称有将耳朵壳塞进耳朵眼和用舌头舔鼻子的绝活，因此名扬天桥。
- 大金牙：拉洋片的著名艺人。
- 焦德海：相声艺人，穷不怕的徒弟。
- 大兵黃：曾是辫帅张勋的兵，在天桥贩卖药糖，以骂街的形式招揽生意，因为他所骂多涉及民生鞭辟时弊，因而颇收欢迎。
- 沈三：表演摔跤的艺人，1933年全运会摔跤冠军，曾经斗败过俄罗斯大力士而名震京城。
- 蹭油的：是一个贩卖肥皂的商贩，只要看到路人衣服上有油渍就主动上前用自己的肥皂给人家洗净，蹭油免费，以此推销他的肥皂。
- 拐子顶砖：一个残疾乞丐，行乞时头顶两米多高的一箩方砖跪在地上。
- 赛活驴：本名關德俊，一个装扮毛驴的民间艺人，因其表演神似活驴而出名